# Trinummus
Trinummus (o Le tre dracme, ma anche scherzosamente tradotto con Commedia da tre soldi) è una commedia di Tito Maccio Plauto scritta intorno al 190 a.C. Quest'opera si ispira ad una commedia greca intitolata Thesaurus, scritta da Filemone.

## Introduzione
Questa opera è la commedia più seria di Plauto dove lui segue il modello greco di Terenzio, preoccupato per i valori etici e per i principi morali della società del tempo. La commedia si svolge nelle vie di Atene (dove troviamo la casa di Carmide). Si pensa che questa commedia sia stata scritta negli ultimi anni di carriera di Plauto cioè tra il 188 e 186 a.C. per la presenza di abbondanti e varie parti ritmiche nei canti e l'insistenza con cui si contrappongono i costumi nuovi a quelli vecchi che, oltre ad essere presente nei modelli greci, era anche presente nei temi della Roma di Catone (184 a.C.).

## Argumentumin acrostico
Remque omnem amico Callicli mandat suo.

Istoc absente male rem perdit filius,

Nam et aedis vendit; has mercantur Callicles.

Virgo indotata soror istius poscitur.

Minus quo cum invidia ei det dotem Callicles,

Mandat qui dicat aurum ferre se a patre.

Ut venit ad aedis, hunh deludit Charmides

Senex, ut rediit; quoius nubunt liberi.»

Raccomandato ha partendo per l’estero Carmide.

In sua assenza ogni bene gli dissipa il figlio;

Ne vende pure la casa: la compra Callicle.

Una sorella del giovane in sposa vien chiesta,

Ma non ha dote. Callicle per dargliene una

Meno sospetta, assolda un tale per dire che porta

Un mucchio d’oro da parte del padre. Ma questi ritorna,

Smentisce quell’impostore e i suoi figli si sposano.»
(Mario Scandola, Le tre dracme)

## Personaggi
- Dissolutezza e Povertà: (Luxuria e Inopia, in latino) sono due divinità inventate da Plauto che compaiono solamente nel prologo e sono usate dal commediografo per contestualizzare la situazione. Infatti Lussuria racconterà di essere stata appresso al giovane per molto tempo, ma ora, siccome Lesbonico non può più mantenerla, lo costringerà a portarsi dietro sua figlia Miseria. Esse rappresentano il legame causa-effetto, da generante a generato, che sussiste tra il gusto per gli agi e la miseria.
- Callicle: è un vecchio amico di Carmide il quale gli aveva affidato i figli e il suo tesoro. Lui aiuta la figlia di Carmide ad acquisire una dote per il suo matrimonio.
- Megaronide: è un vecchio amico di Callicle e vicino di Carmide che suggerisce a Callicle di ingaggiare Sicofante per dare una dote alla figlia di Carmide.
- Lisitele: giovane amico di Lesbonico che si offre di aiutare l'amico, sposando la sorella senza dote.
- Lesbonico: Lesbonico è il figlio di Carmide. Ha il vizio di giocare d'azzardo e di abbandonarsi troppo spesso agli agi di una vita spensierata e basata sul divertimento. Quando perde tutti i soldi del padre e addirittura la casa, si trova in serie difficoltà e deve rivedere i suoi valori; proprio per questo non permette che la sorella si sposi senza dote per colpa sua.
- Filtone: è il padre di Lisitele. Inizialmente è un po' restio ad accettare che suo figlio sposi senza dote, rimettendoci soldi ed onore, la sorella dell'amico e cerca in tutti i modi di convincerlo a desistere. Nel fare questo, però, spinge il figlio ad addurre delle motivazioni che gli faranno cambiare idea e acconsentirà al matrimonio. È un uomo che crede nei valori antichi e poco nelle nuove generazioni, ma ha un alto senso dell'onore ed è orgoglioso del figlio.
- Stasimo: è il servo di Carmide e, in sua assenza, di Lesbonico. È un parassita della famiglia, infatti più volte afferma di rubare i soldi al padrone, di voler mangiare sempre e di volersi sempre divertire. Il suo atto peggiore, però, è cercare di far credere a Filtone che il campo in possesso del suo padrone porti sfortuna e non sia produttivo e che, quindi, non valga la pena accettarlo come dote.
- Carmide: è il padre di Lesbonico. Quando si deve allontanare per lavoro da Roma si reca dall'amico Callicle e, da uomo accorto ed intelligente quale è, gli raccomanda di controllare e tutelare il figlio e il suo patrimonio poiché conosce i suoi vizi.
- Sicofante: è un imbroglione assoldato da Megaronide per tre dracme per ordire l'inganno che consenta di fornire una dote alla figlia di Carmide.

## Trama
Il Trinummus è una commedia plautina che narra di un personaggio di nome Carmide che prima di partire per l'estero confessa all'amico Callicle di un tesoro nascosto in casa e lo prega di nasconderlo al figlio, poiché conosce la tendenza di quest'ultimo di sperperare. Dopo la sua partenza, il disgraziato figlio Lesbonico, infatti, spende tutto il suo patrimonio giocando, tanto da essere costretto a vendere pure la casa e lasciare la sorella senza dote. La casa viene comprata da Callicle perché non voleva che cadesse in mano di stranieri e, per il rapporto di amicizia che lo lega a Carmide, dà una camera a Lesbonico. Il suo amico, Megaronide, gli dice che la gente lo critica e a Callicle non rimane che confessare all'amico del tesoro, per poter salvare la sua reputazione. La sorella di Lesbonico, quindi, rimase senza dote e Lisitele, amico di Lesbonico, per aiutarlo, ha deciso di prendere in sposa la sorella senza dote e lo presenta al padre Filtone che, dopo aver tratto delle conclusioni logiche, accetta l'idea del figlio e chiede la mano alla famiglia della ragazza. Lesbonico, però, nonostante la sua dissolutezza, non aveva perso il suo senso dell'onore e del dovere, quindi accetta che l'amico Lisitele sposi la sorella, ma con la condizione che lei porti in dote l'unico pezzo di terra che possedevano. Callicle viene informato di questa situazione dallo schiavo di Lesbonico, Stasimo. Callicle non poteva acconsentire che la figlia di Carmide si sposasse senza dote soprattutto essendo in possesso del tesoro di quello, allora chiede immediatamente consiglio all'amico Megaronide, il quale, per non destare sospetti e pettegolezzi dalla gente, incarica un falso messaggero, Sicofante, affinché finga di ritirare da parte di Carmide una carta per Lesbonico e una somma di denaro per la figlia, con l'incarico di consegnarlo a Callicle. Il denaro viene ritirato e dissotterrato per l'occasione del matrimonio e, per fare questo, occorreva che il falso messaggero, ingaggiato per tre monete, che doveva presentare la lettera, si incontri con Carmide che era appena ritornato dal viaggio. L'impostore viene smascherato e dopo la faccia perplessa e la sorpresa Carmide urla lamentandosi con lo schiavo Stasimo per tutto l'accaduto e per non avere neanche più una casa e si lamenta per aver affidato i suoi beni all'amico e ai figli. Callicle, sentendo le grida di Carmide, esce e spiega al amico come erano andate veramente le cose. Alla fine la commedia si conclude in maniera felice con la realizzazione di due matrimoni: quello di Lisitele con la figlia di Carmide e quello inaspettato di Lesbonico con la figlia di Callicle. Il finale è stato probabilmente mutilato da Plauto per accelerare e non rendere troppo pesante la commedia.

### Prologo
Protagoniste del prologo sono Dissolutezza e Povertà, due astratti personificati, rappresentate da Plauto come madre e figlia. Dissolutezza spiega le motivazioni per le quali lei e Povertà sono legate al giovane Lesbonico: costui ha scialacquato tutte le ricchezze del padre, Carmide. Dunque Dissolutezza, resasi conto del fatto che il giovane non ha più nulla per alimentarla, gli affibbia Povertà per il resto della sua vita.

### Atto I
Scena I
La rappresentazione del primo atto si apre con Megaronide, amico di Callicle e Carmide, deciso a criticare il comportamento apparentemente scorretto di Callicle, al quale Carmide aveva affidato il figlio Lesbonico e la figlia della quale non sappiamo il nome e che mai compare nel corso della commedia. Il povero Carmide, difatti, è costretto a partire per un viaggio d'affari. Durante la sua assenza Lesbonico mette in vendita la casa, poiché come ricorderemo era solito dissipare denaro, la quale viene però acquistata dallo stesso Callicle. Alcune voci lo accusano di essersi impossessato in maniera scorretta della casa in assenza di Carmide, quando invece lo scopo di Callicle era quello di aiutare Lesbonico e di tenere al sicuro qualcosa che Carmide aveva nascosto in casa. Queste voci giungono fino a Megaronide, ignaro dell'atto benevolo dell'amico, che in un monologo anticipa agli spettatori il discorso che è intenzionato a fargli riguardo alla sua azione. Non mancano riferimenti agli usi e costumi corrotti a Roma.
Scena II
Megaronide accusa Callicle di non aver aiutato il giovane bensì di essersi approfittato di lui. Ecco allora che Callicle, dispiaciuto per l'idea che l'amico si è fatto di lui, gli rivela un segreto: ha acquistato la casa perché, nascosti, vi erano tremila Filippi che Carmide gli chiese di custodire come dote nel caso in cui qualche giovane avesse chiesto la mano della figlia. Dopo le scuse di Megaronide, si chiude il primo atto.

### Atto II
Scena I
Vediamo in scena per la prima volta il giovane Lisitele intento a riflettere sull'amore e la ricchezza. Egli sostiene che chi ama una donna, stordito dai suoi baci, tira fuori denaro e così finisce per sciupare tutto il patrimonio. Non manca un elenco del personale indispensabile per una donna, necessario a soddisfare le sue esigenze, proprio come nella commedia dell'Aulularia.
Scena II
Filtone, padre di Lisitele, è intento ad inculcare quelli che sono i buoni valori al figlio, esortandolo a rispettare i vecchi costumi e a non infangarli. Gli dice di non seguire le compagnie degli uomini malvagi, poiché il malvagio pretende che anche il buono lo segua sulla cattiva strada. Lisitele dice che si è sempre guardato bene dal frequentare cattive compagnie o dal rubare e che ha sempre custodito gelosamente tutto ciò che dal padre gli è stato insegnato. Dopodiché Lisitele racconta al padre dell'amico Lesbonico, del suo sperperare continuamente denaro e che dunque ha intenzione di aiutarlo prendendo in moglie la sorella dell'amico senza chiedere dote alcuna. Dopodiché avrebbe potuto sostenere economicamente la famiglia dell'amico e della futura moglie. Valutata la situazione, inaspettatamente, Filtone acconsente.
Scena III
Filtone ragiona sul fatto che è spesso necessario accontentare i figli, se non ci si vuole preparare ad una vecchiaia fredda o farsi venire il mal di fegato. Dopodiché, come stabilito con il figlio, va da Lesbonico per discutere del matrimonio.
Scena IV
Lesbonico ed il servo Stasimo stanno parlando di come sono state spese le 40 mine, ricavato della vendita della casa. In circa 15 giorni, Lesbonico ha sperperato quasi tutte le mine in banchetti, unguenti e bagni alle terme. Ma ecco che sopraggiunge Filtone, che spiega a Lesbonico l'intenzione di suo figlio di sposare la sorella senza dote alcuna. Lesbonico si sente in difficoltà a causa della differente condizione economica tra i due. A questo punto però, non avendo a disposizione una quantità di denaro sufficiente, offre a Filtone un campo. Ecco che entra in scena la figura del servus callidus. Stasimo, resosi conto che quel campo era l'unica cosa loro rimasta per vivere, con geniali espedienti dissuade Filtone dall'accettare quella proposta. Alla fine, per merito sia di Filtone che di Stasimo, Lesbonico si decide ad accettare l'offerta e manda Stasimo ad avvertire la sorella riguardo al matrimonio, mentre loro due si recano presso Lisitele per stabilire la data delle nozze.

### Atto III
Scena I
Il servo Stasimo racconta a Callicle delle intenzioni di Lisitele. Il vecchio Callicle raggiunge l'amico Megaronide per chiedergli un consiglio su ciò che è più giusto fare, poiché dare una donna senza dote sarebbe stato uno scandalo. Stasimo che non sa dei tremila Filippi teme che Callicle abbia intenzione di sottrarre a Lesbonico, dopo la casa, anche il campo.
Scena II
La scena si apre con un violento battibecco tra Lisitele e Lesbonico, poiché Lesbonico si preoccupa di ciò che potrebbe pensare la gente riguardo al rifiutare, da parte della ricca famiglia di Lisitele, una dote. A questo punto Lisitele dice, riguardo ai comportamenti sfarzosi che ha avuto l'amico, che non avrebbe dovuto infangare la reputazione degli avi in quel modo, lasciandosi in balìa di sé stesso, schiavo dell'ozio. Lisitele invece, ragazzo dai sani principi, è più che convinto a non volere dote. Allorché Lesbonico per evitare che la sorella passi per amante anziché per moglie perché senza dote, è ancora deciso a cedergli il campo. Ma Lisitele è irremovibile, non vuole sentire ragioni, e abbandona la scena. Sopraggiunge Stasimo, che aveva ascoltato il tutto. Costui è convinto che l'unica cosa plausibile in quella situazione fosse andar via, temendo di essere ridotto a facchino militare. Poi, sconsolato, va al Foro per farsi restituire un Talento che aveva prestato, per avere qualcosa in tasca durante il viaggio.
Scena III
Ecco che Callicle giunge presso la dimora di Megaronide che viene messo a conoscenza dei fatti accaduti. Constatato che Callicle non ha alcuna intenzione di dare in moglie la ragazza senza dote, a Megaronide viene in mente una splendida idea: poiché avrebbero accusato Callicle di essersi sgraffignato la dote egli stesso, propone di assoldare un uomo, un forestiero che avrebbe dovuto fingere di essere stato inviato da Carmide stesso dalla Siria per consegnare due lettere, una per Callicle e l'altra per il giovane, contenenti del danaro come dote, cosicché Callicle potesse evitare di mettere in mano parte dei tremila Filippi a Lesbonico che sicuramente ne avrebbe fatto un uso improprio, e la giusta quantità di questi sarebbe andata come dote per la ragazza.

### Atto IV
Scena I
Carmide fa ritorno in patria. Nel suo monologo vi è un ringraziamento a Nettuno, benevolo, che "è solito risparmiare i poveri e perseguitare i ricchi". Nel Foro, scorge un uomo dall'abbigliamento curioso. Dunque, prima di fare ritorno a casa, decide di seguirlo, per vedere dove sia diretto e quali siano le sue intenzioni.
Scena II
Sicofante ha appena ricevuto "tre soldi". Per tre nummi dovrà dire di essere venuto dalla Siria con il compito di consegnare due lettere. In questa scena dai caratteri comici, il dialogo tra Carmide e il Sicofante è dilettevole. Il povero Sicofante, ignaro di avere di fronte a sé il vero Carmide, comincia a raccontargli che è un carissimo amico del padre di Lesbonico, appunto Carmide, costretto in Siria per lavoro e che gli erano state affidate due lettere da consegnare contenenti del danaro. Tuttavia quando Carmide gli domanda di rivelargli il nome del padre di Lesbonico e i viaggi che costui ha fatto, Sicofante si rende conto di essersene dimenticato. Dopo una serie di nomi, gli torna alla mente il nome, Carmide, ma comincia a raccontare di viaggi impossibili alla volta di Giove per mezzo di una barca, o che tramite il Ponto fosse giunto fino in Arabia. Stanco di tutta quella farsa, Carmide rivela la sua identità, mandando in fumo tutto ciò che avrebbe dovuto eseguire Sicofante che, prima di darsela a gambe, augura a Carmide i peggiori mali.
Scena III
Stasimo ha dimenticato il suo condalium, l'anello che stabilisce la sua condizione di servo, in un'osteria. Consapevole che sarà stato rubato da un gruppo di malfattori, parlando a voce alta, si dispera per quei valori andati perduti e dei tempi in cui non c'era corruzione. Carmide, che aveva riconosciuto il servo dalla voce, gli va incontro. Stasimo, seppur contento del ritorno del padrone, gli racconta che Lesbonico, durante la sua assenza, ha venduto la sua casa a Callicle.
Scena IV
Callicle racconta a Carmide che ha acquistato la casa per preservare i tremila filippi e che Lisitele è intenzionato, dietro suo consenso, a prendere in moglie la figlia. Stasimo intanto viene incaricato di scaricare la merce dalla barca di Carmide e di informare Lisitele del ritorno di Carmide.

### Atto V
Scena I
Lisitele viene dunque informato da Stasimo del ritorno di Carmide. Decide quindi di andare da Carmide per parlare del matrimonio, mentre recita un monologo nel quale si definisce fortunato poiché si realizza tutto ciò che desidera.
Scena II
Carmide ringrazia Callicle per la fedeltà. Lisitele sopraggiunge, ma resta sulla soglia ad ascoltare la conversazione tra i due. Carmide era intento a raccontare dell'incontro con Sicofante. Callicle allora gli rivela che lo aveva assoldato lui stesso su consiglio di Megaronide per dare una dote alla ragazza. Così Lesbonico avrebbe creduto che il danaro era da parte del padre e non avrebbe capito ciò che veramente c'era sotto. Lisitele decide allora di farsi avanti e chiede a Carmide in persona la mano della figlia. Costui dice che avrebbe acconsentito solo ad una condizione: che accettasse mille Filippi come dote. Nel frattempo torna Lesbonico, contento di rivedere il padre. Con un colpo di scena finale, gli spettatori vengono a sapere che Callicle e Carmide si erano messi d'accordo anche su un matrimonio tra Lesbonico e la figlia di Callicle, a condizione che da quel momento in poi si sarebbe comportato nel migliore dei modi e come un uomo dai sani principi. Dopo la solenne promessa di Lesbonico, stabiliscono che quest'ultimo si sarebbe sposato il giorno dopo Lisitele. Dunque, anche Lesbonico abbandona i piaceri e viene vinto dall'amore.

## Valutazione critica
Trinummus è una commedia pesante e monotona dove sono presenti personaggi simbolici come Dissolutezza e Povertà (personaggi del prologo) che hanno tono moralista e i vecchi Callicle e Megaronide che danno informazioni agli spettatori sugli antecedenti della storia. In questa opera abbiamo gli elementi tipici di una commedia che sono: l'amore e il denaro, fonte di confusione e di situazioni ambigue e sgradevoli e altri personaggi, ladri di denaro e che si intrecciano nell'amore in maniera esagerata e umoristicamente ridicoli. Questa opera è una "favola morale" poiché nella società di questo periodo era molto importante la opinione pubblica sul comportamento di un cittadino ateniese o romano, tanto da condizionare la vita privata. Qui viene illustrato anche il problema del matrimonio in cui la donna doveva avere una dote (per potersi sposare) che rappresentava il suo valore sociale e dava valore alla famiglia a cui apparteneva (Megaronide e Callicle fanno il possibile per aiutare la giovane ad acquisire una dote e trovare il padre per il riconoscimento). Nell'opera compaiono anche i principi della società greca come la tolleranza, la transigenza e l'aiuto per i prossimo che sono presenti in Lisitele, e che trionfano sui principi conservatori e stoici del padre Filtone (generosità e sforzo personale). La commedia sembra quasi di azione dove l'interesse si vede nella generosità e nel comportamento nobile dei personaggi messo alla prova dagli errori di Lesbonico che sembrano fatti per dare un forte valore morale.

## Fortuna
Quest'opera ha ispirato La dote di Giovanni Maria Cecchi (1550); Le tresòr caché di Philippe Destouches (1743) e Der Schatz di Gotthold Ephraim Lessing (1750). Ha influenzato anche nella scena V atto 1 de La bisbetica domata di Shakespeare in cui il pedante travestito da padre di Lucenzio si incontra con il padre vero di Lucenzio e vuole incarcerarlo come impostore, copiando la scena IV atto 2 del Trinummus nella quale Sicofante, che finge essere Carmide, si incontra con il vero Carmide e viene smascherato.